# Radio City Music Hall
Pour les articles homonymes, voir Radio City et Music Hall.
Le Radio City Music Hall ou Showplace of the Nation est une salle de spectacle Art déco de music-hall de près de 5 900 places, de 1932, située dans le Rockefeller Center du quartier Midtown de Manhattan, à proximité des théâtres de Broadway de New York.

## Histoire
Le magnat du pétrole américain John Davison Rockefeller (1839-1937) fonde son Rockefeller Center en 1930, un important complexe immobilier de 14 bâtiments, qui devait comprendre à l'origine un opéra pour la Metropolitan Opera Company, qui cherchait à quitter le Garment District depuis le début des années 1920.

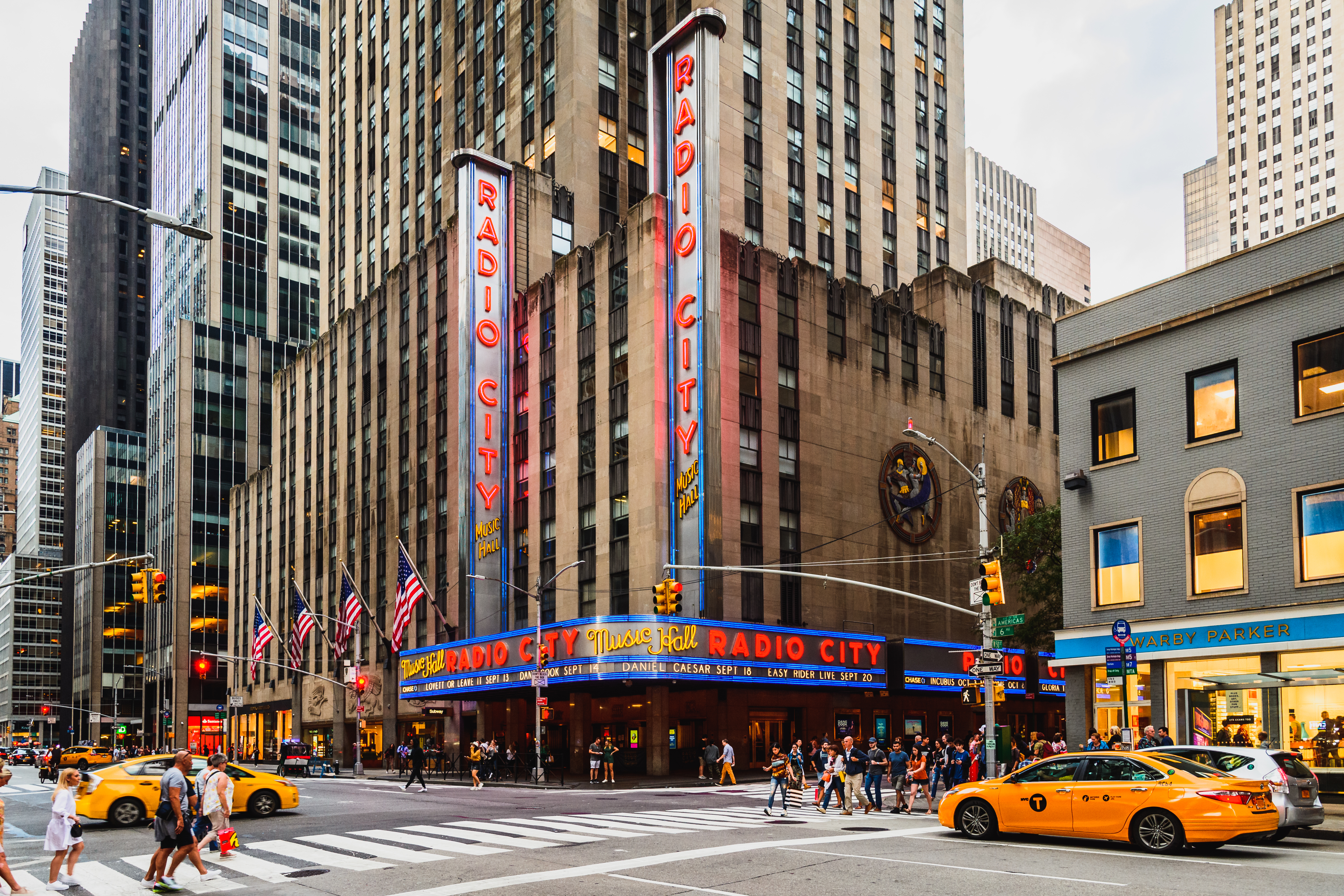
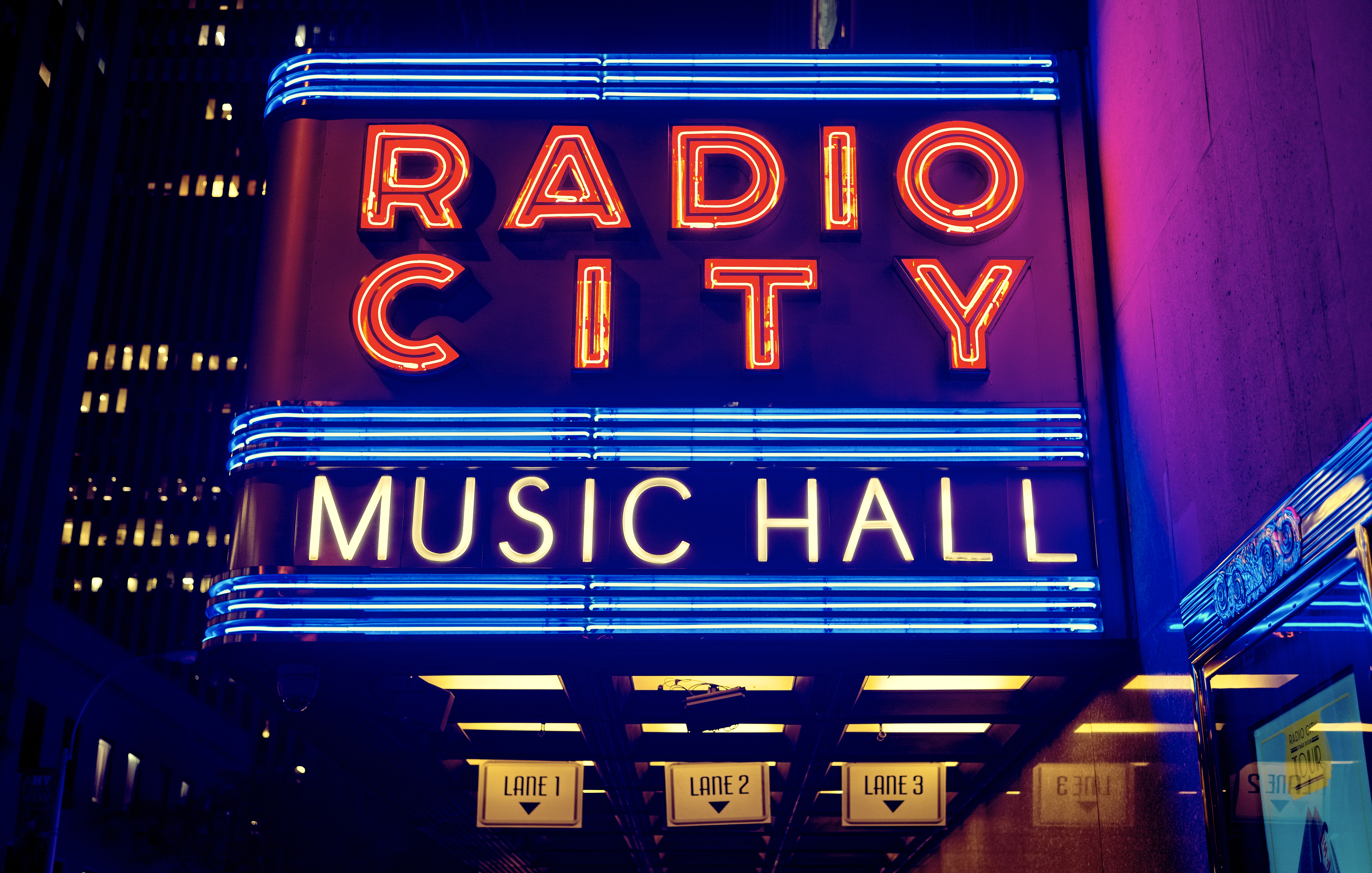

Le krach de 1929 et la Grande Dépression qui s'ensuivit annulèrent ce projet, remplacé par la station de radio « Radio City » avec pour premier locataire la Radio Corporation of America (RCA). La radio NBC ouvrit ses studios dans le GE Building voisin.

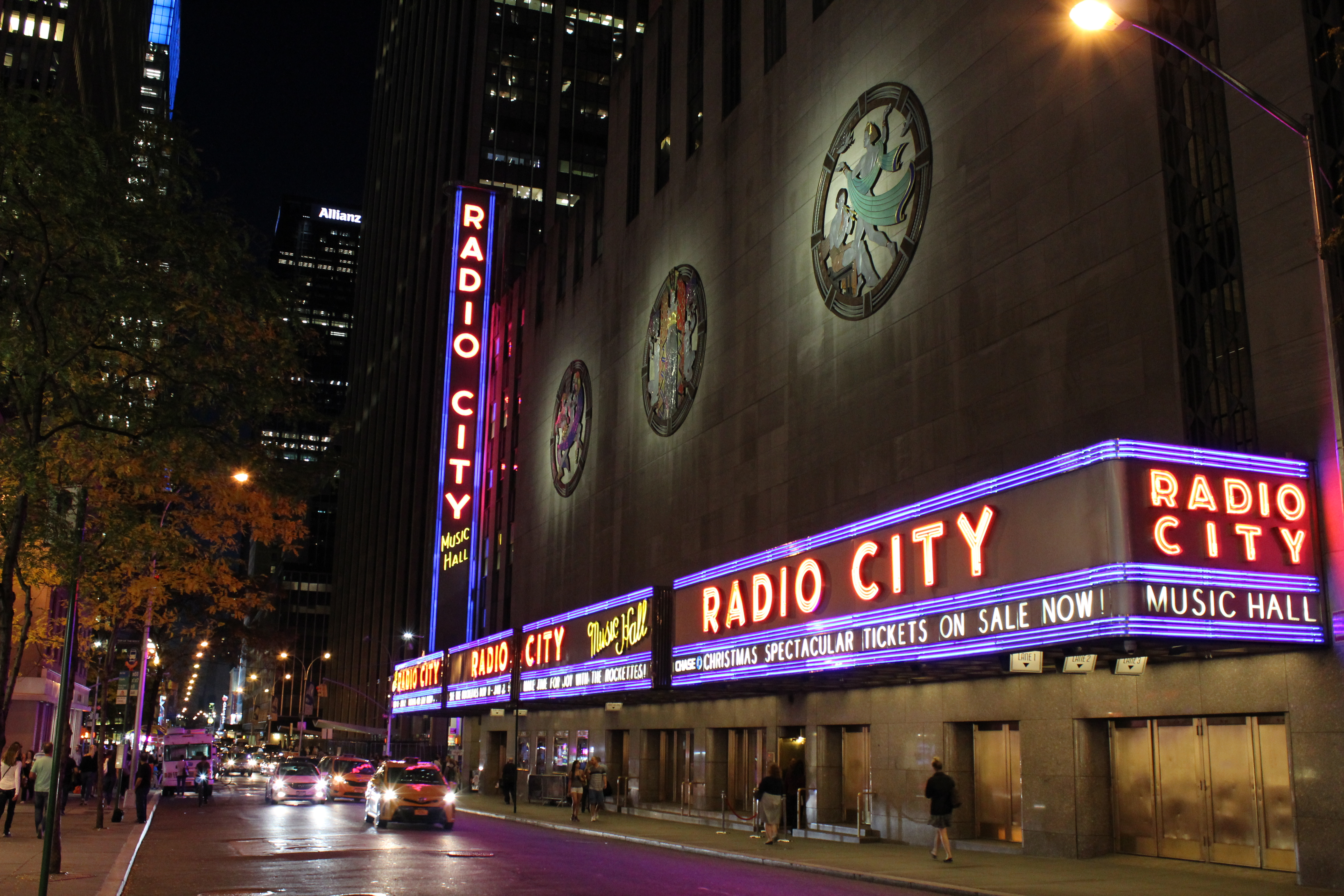
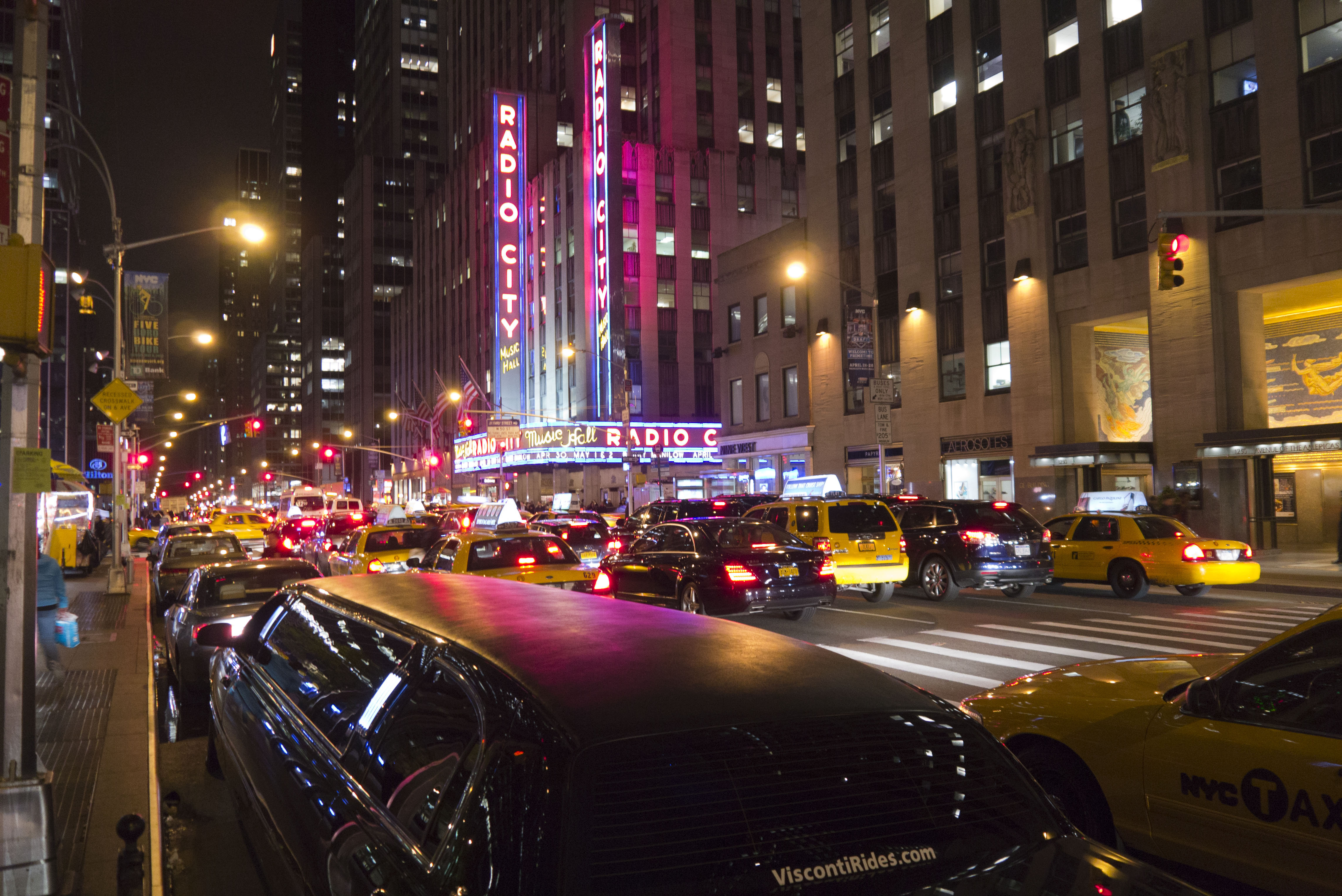

Emplacement du Radio City Music Hall au sein du Rockefeller Center.

Surnommé Showplace of the Nation, le « Radio City Music Hall » est un projet de John Davison Rockefeller, Samuel Roxy Rothafel (en) (fondateur du Roxy Theatre (en) en 1927) et David Sarnoff (fondateur et dirigeant des radios NBC et RCA). Il est conçu en style Art déco par l'architecte américain Edward Durell Stone, et par Donald Deskey pour les salles intérieures. Inauguré avec un premier spectacle le 27 décembre 1932, sa salle de spectacle peut être également transformée en salle de cinéma, avec un premier film La Grande Muraille de Frank Capra diffusé sur grand écran le 11 janvier 1933.

## La salle
La salle de spectacle auditorium est conçue par l'architecte Donald Deskey, avec une grande scène (large de 43 m et profonde de 20) inspirée d'un coucher de soleil, et 5 933 places assises (le plus grand théâtre couvert au monde lors de son ouverture). Le décor intérieur est basé sur des formes Art déco contemporaines géométriques, en vogue de l'époque, en verre, aluminium et chrome.

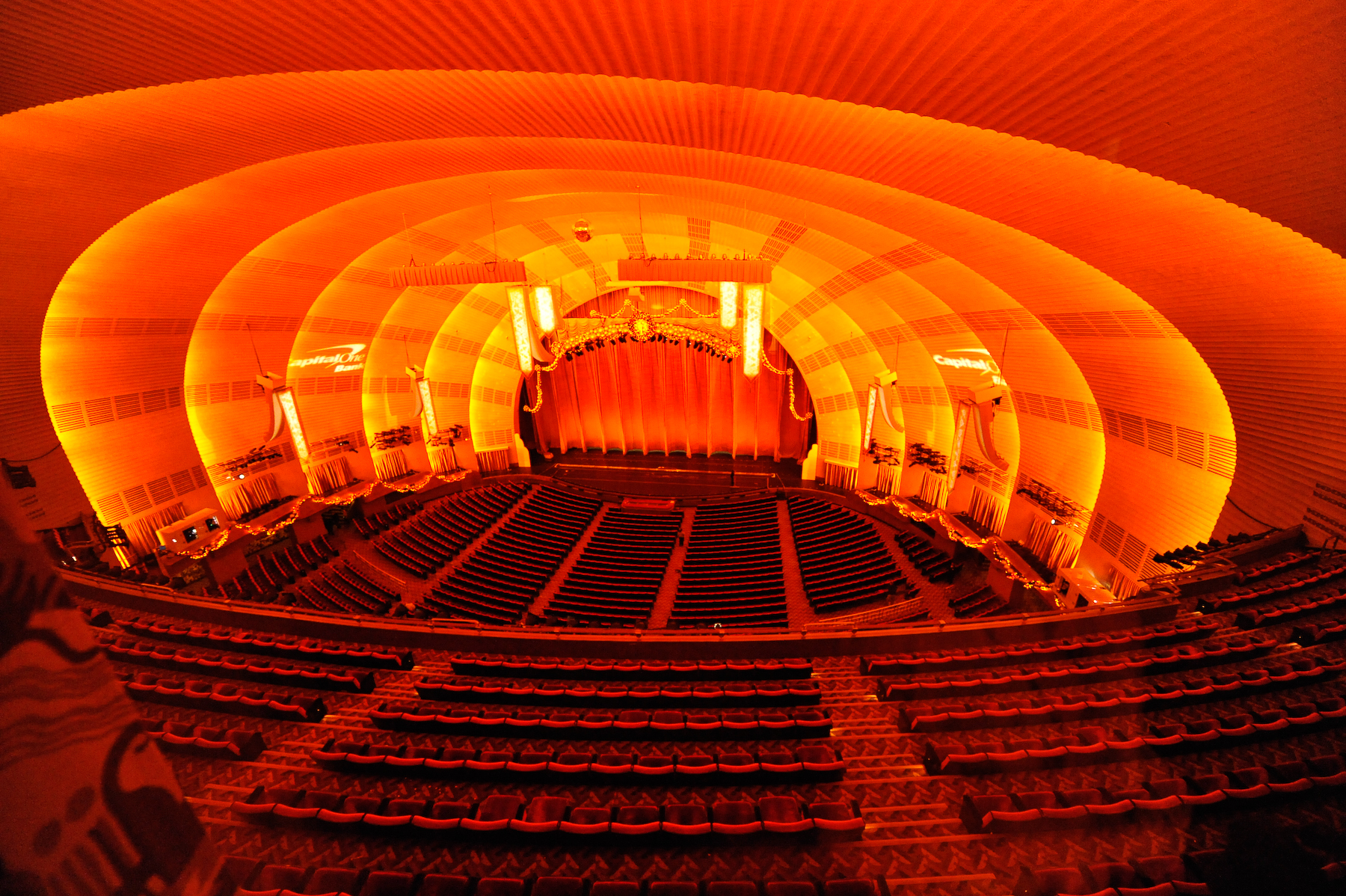
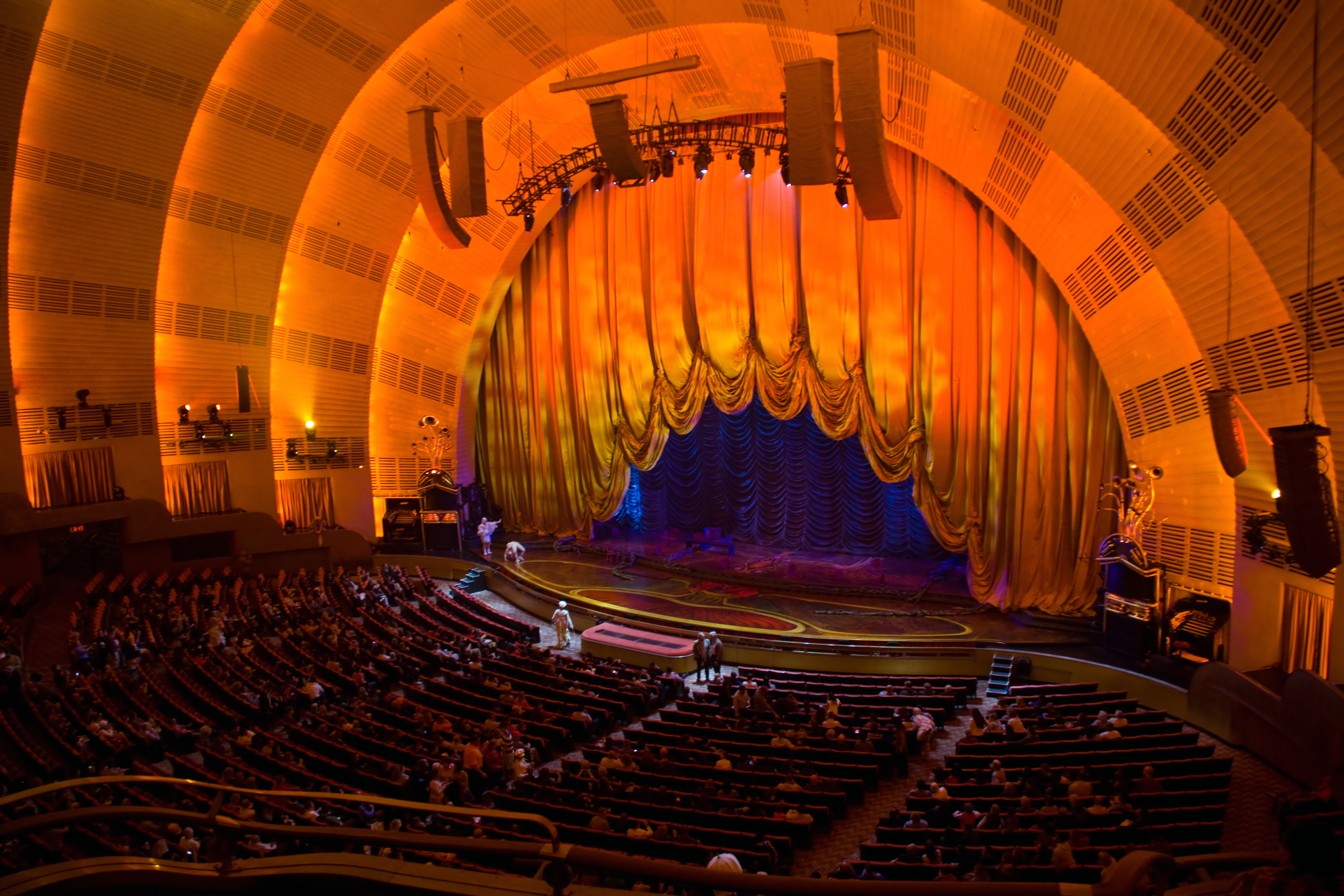
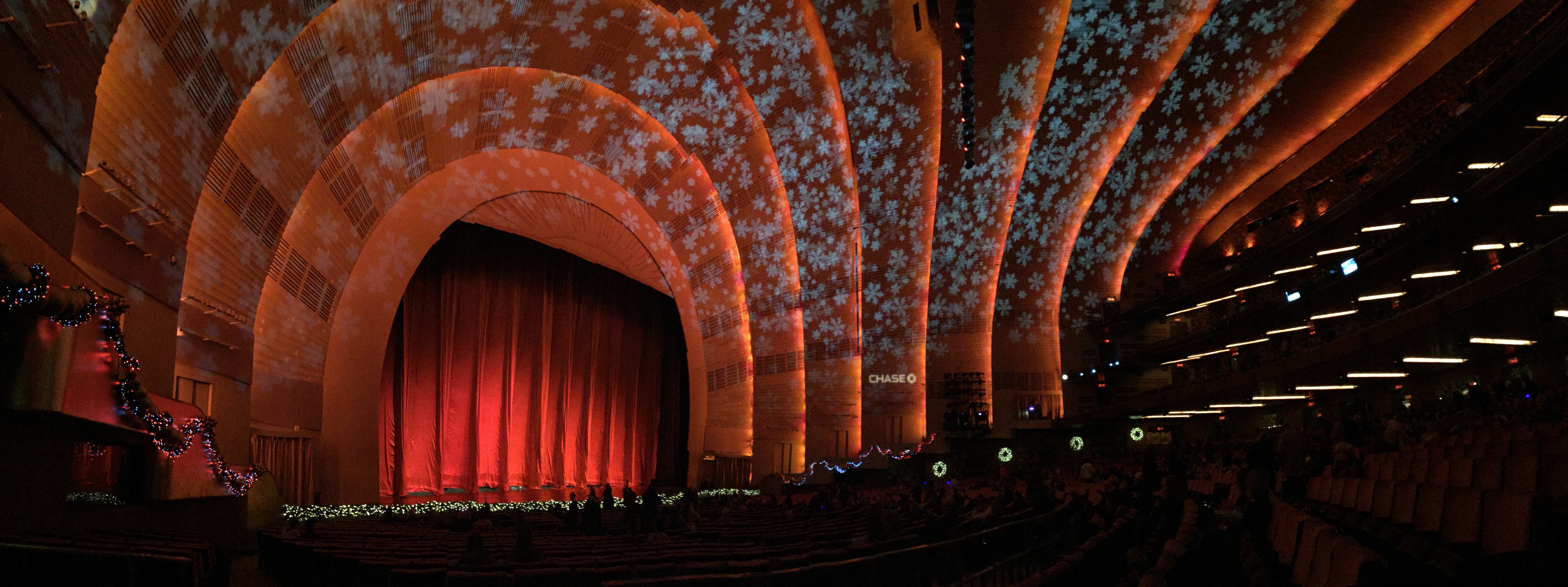
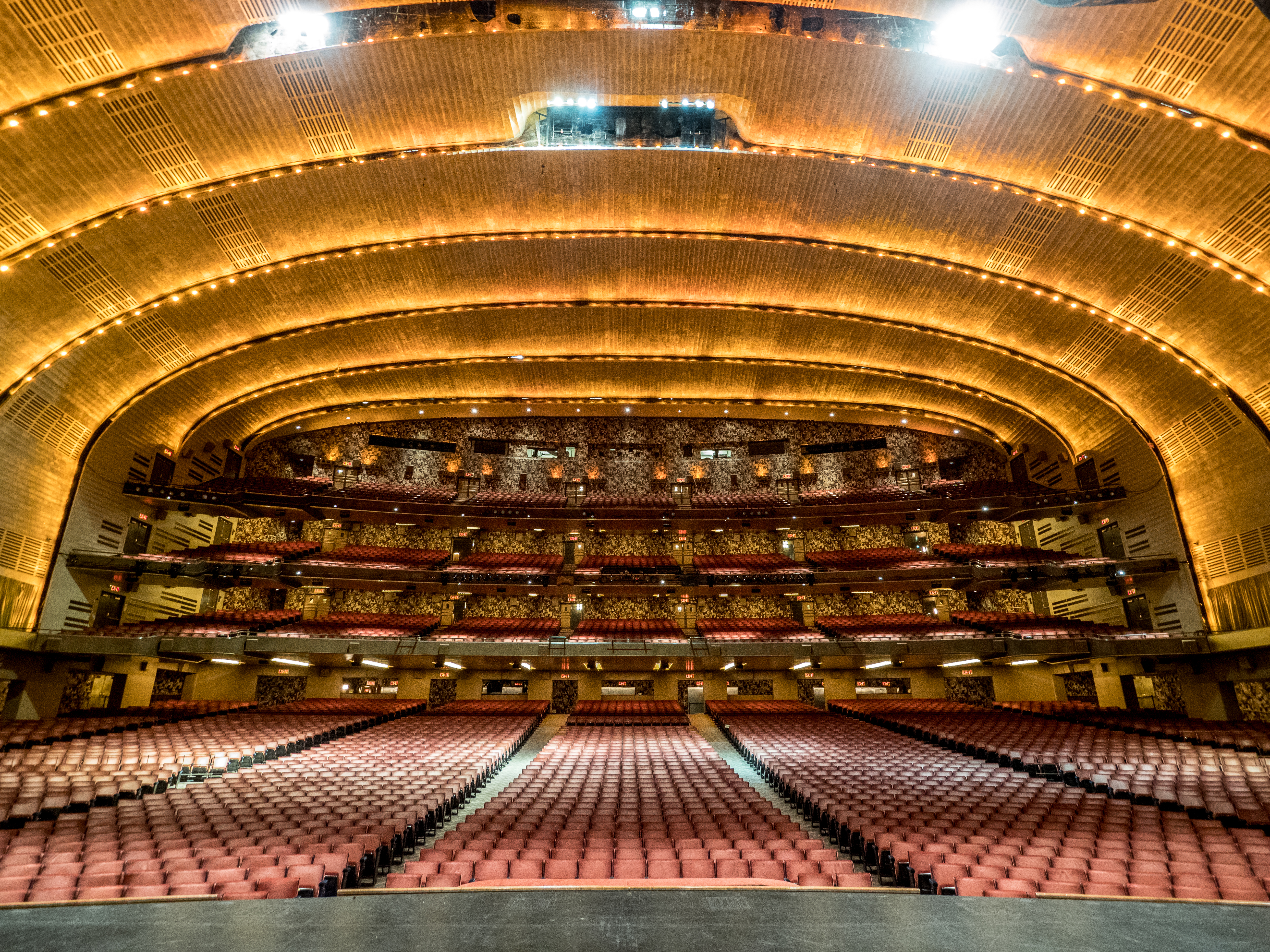

Les lieux sont décorés avec des peintures murales réalisées entre autres par Ezra Winter (en) (Quest for the Fountain of Eternal Youth, au-dessus du grand escalier du hall), Yasuo Kuniyoshi (la salle des femmes), Stuart Davis (celle des hommes), Paul Manship (les bas-reliefs des portes de l’orchestre), Hildreth Meiere (les bas-reliefs en métal représentant les arts du spectacle, à l’extérieur, le long de la façade sud), et des statues de Robert Laurent (en) (Goose Girl), et Gwen Lux (en) (Eve). La scène a été un des plus grandes et des plus sophistiquées du monde pendant des décennies. Son système d’ascenseur, très sophistiqué, a été copié par l’U.S. Navy pour les systèmes hydrauliques équipant les porte-avions de la Seconde Guerre mondiale. La légende raconte que des agents gouvernementaux surveillaient les caves de l’immeuble afin de conserver cette suprématie technologique. L'intérieur du Radio City Music Hall fut déclaré City landmark en 1978

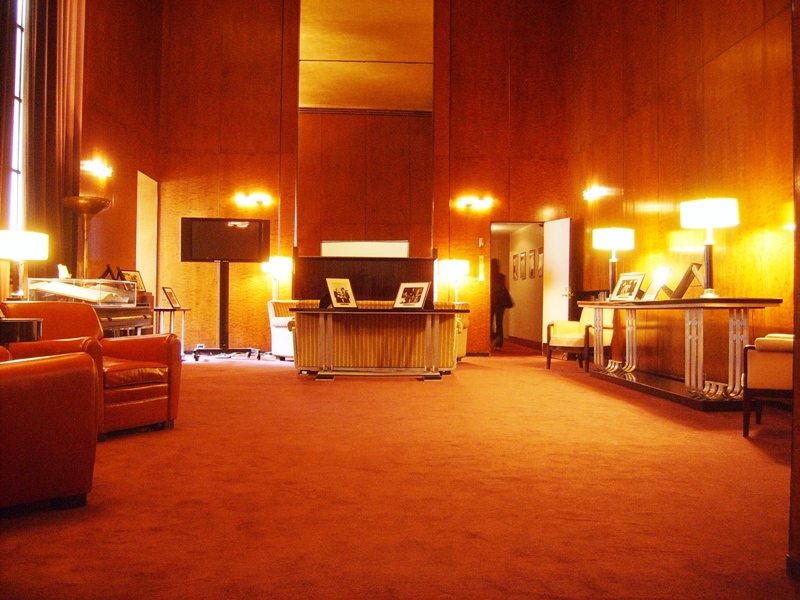
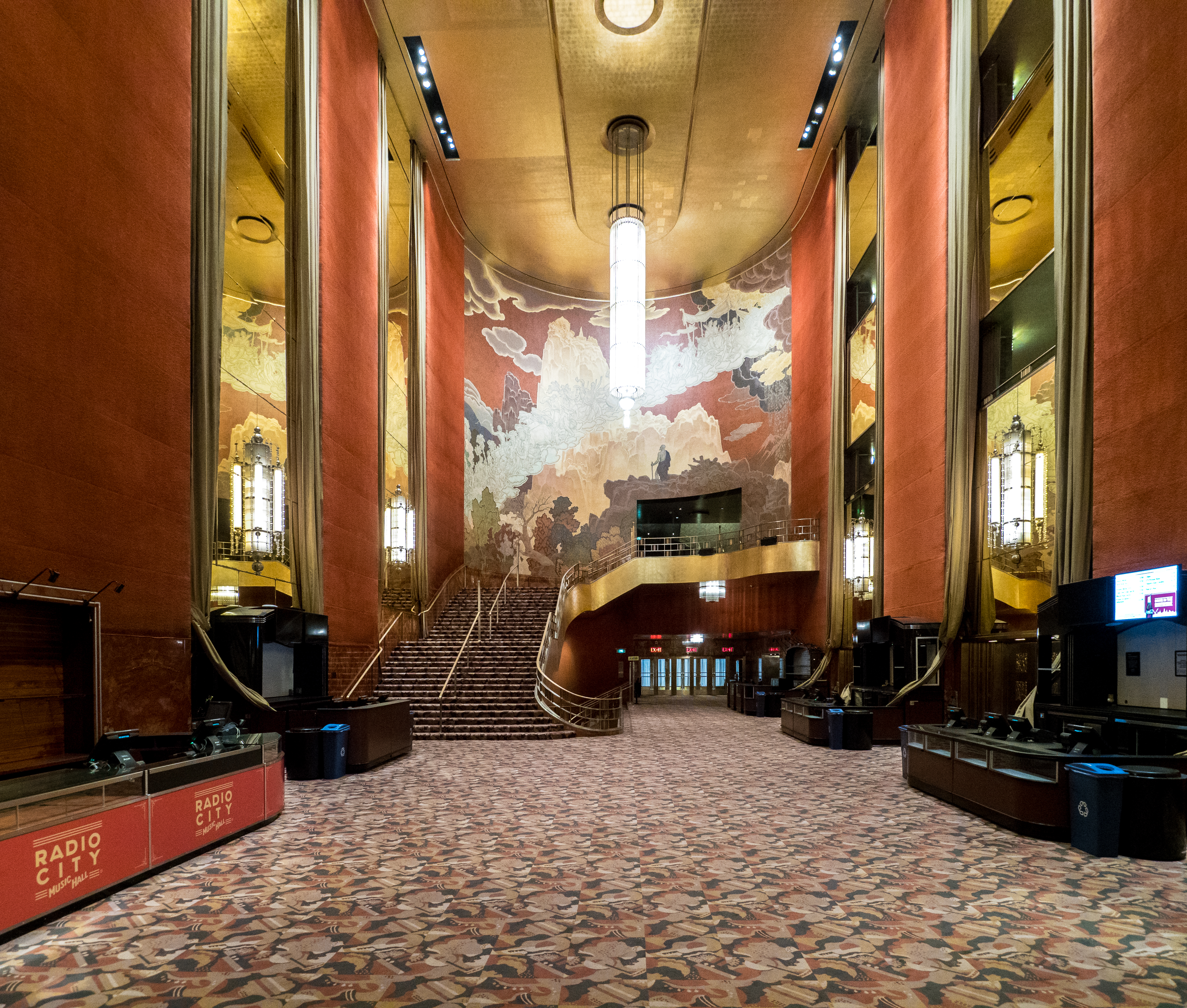
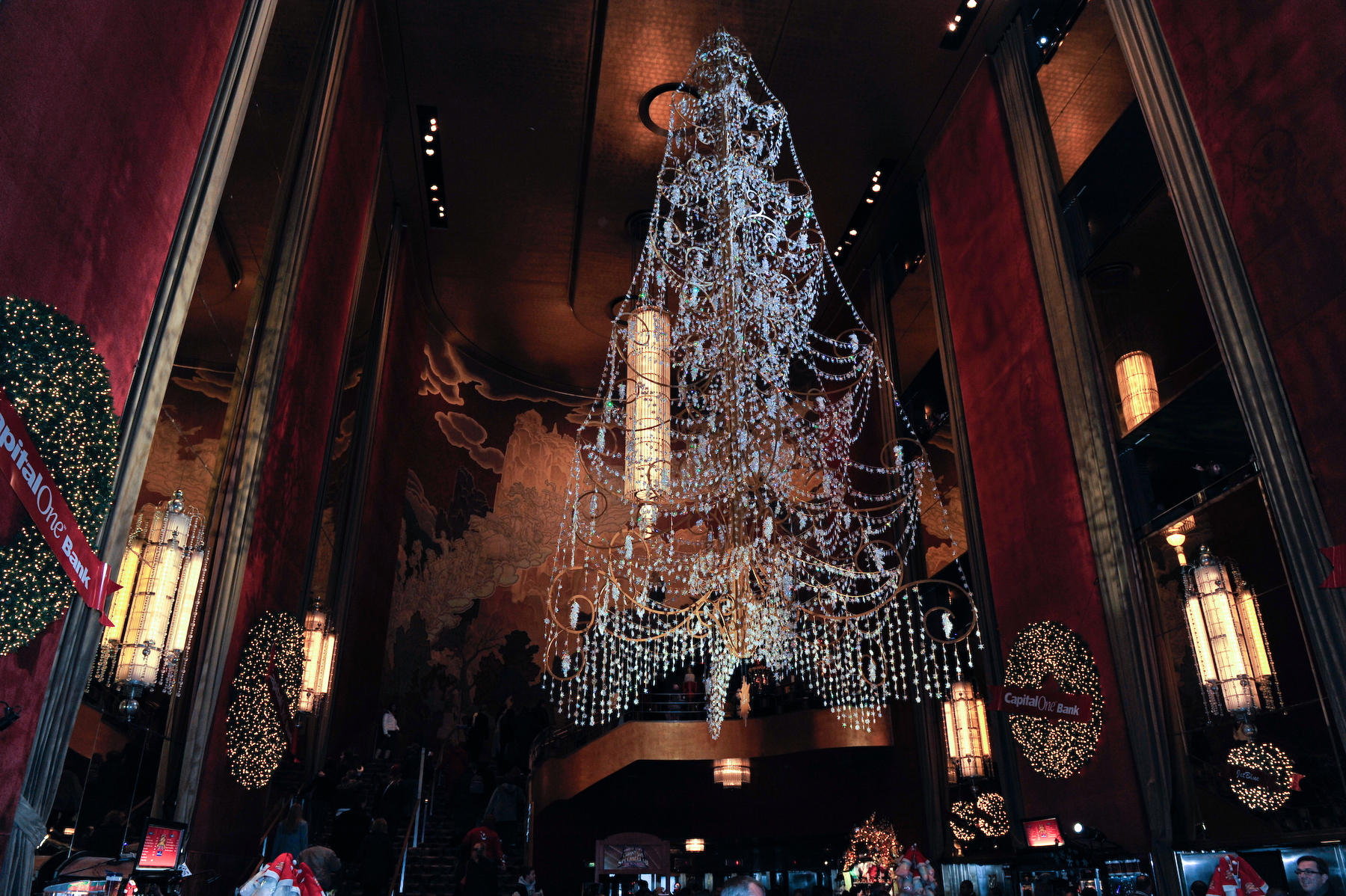

## Spectacles et événements

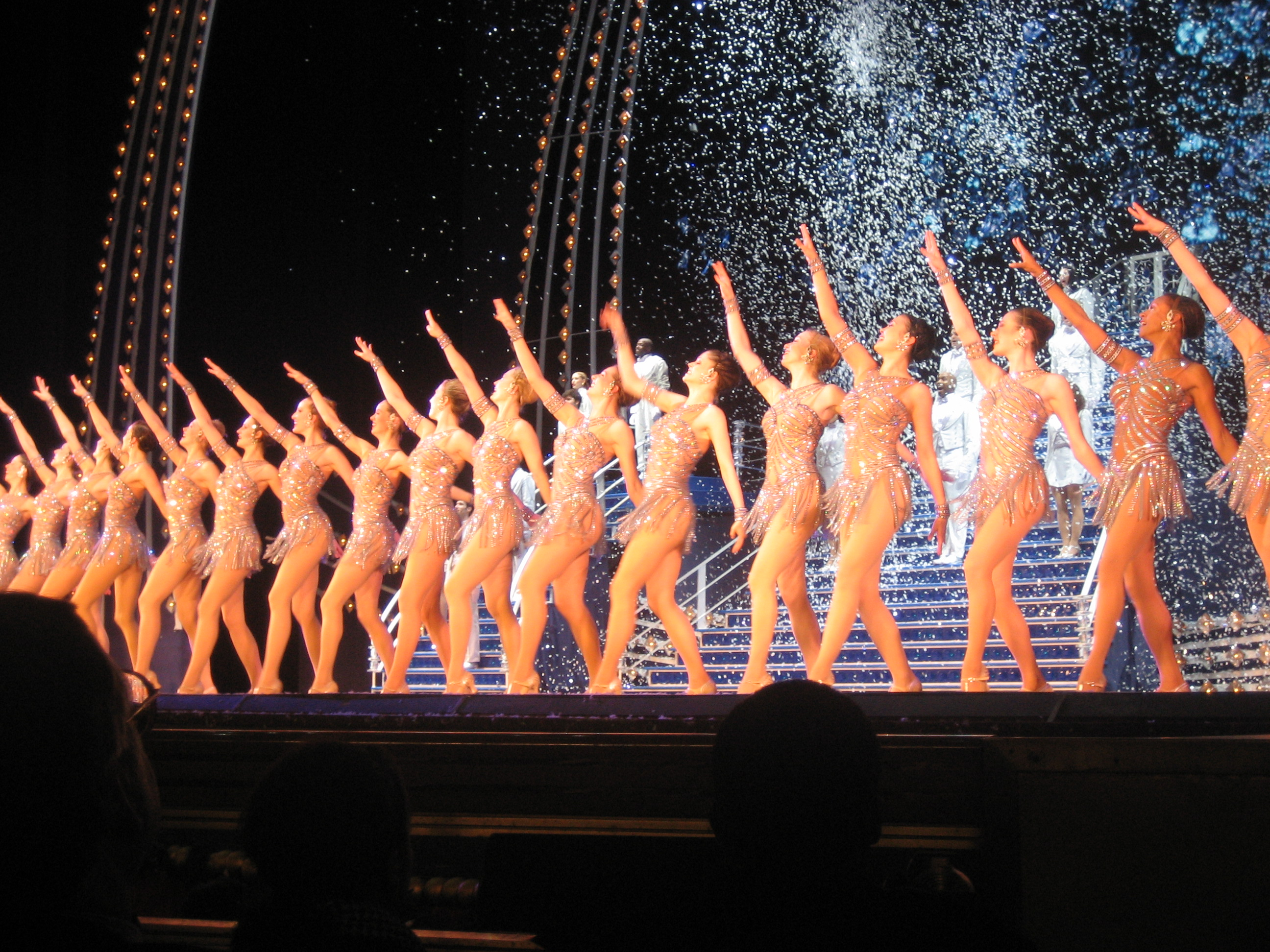
The Rockettes.

Ce haut lieu de spectacle new-yorkais accueil entre autres :
- The Rockettes (en), compagnie de danse féminine qui se produit depuis 50 ans, entre autres pour le spectacle de Noel Christmas Spectacular Starring the Radio City Rockettes (en), chaque année à l’époque de Noël, un des shows les plus regardés aux États-Unis.
- Cérémonies des Daytime Emmy Award, Tony Awards, MTV Video Music Awards et des Grammy Awards
- Cérémonie de remise des diplômes du Hunter College et de l'université Pace